# Audrey Hepburns weißes Givenchy-Kleid mit Blumenmuster
Audrey Hepburns weißes Givenchy-Kleid mit Blumenmuster war ein Kleid von Hubert de Givenchy, das Audrey Hepburn bei der Oscarverleihung 1954 trug, bei der sie für ihre Darstellung in Ein Herz und eine Krone als beste Schauspielerin einen Oscar gewann. Es gilt heute als eines der klassischen Kleider des 20. Jahrhunderts und ging in die Geschichte der Filmpreis-Mode ein.

## Beschreibung
Das weiße ärmellose Kleid aus floraler Seidenspitze hatte einen weißen Gürtel, der Hepburns sehr schmale Taille betonte, und einen weiten Rock, der bis knapp unterhalb des Knies reichte. Der hochgeschlossene U-Boot-Ausschnitt galt für ein „Oscar-Kleid“ als ungewöhnlich. Es wird zu den besten Oscar-Kleidern aller Zeiten gezählt.

## Hintergrund
Audrey Hepburn und den französischen Designer Hubert de Givenchy verband eine über 40 Jahre andauernde berufliche Beziehung und Freundschaft. Die Schauspielerin war seine „Muse“, die ihn zu den Kreationen inspirierte, mit denen er sie einkleidete. Die beiden lernten sich 1953 bei den Dreharbeiten zum Film Sabrina kennen, als die junge Hepburn nach Paris reiste, um für ihre Rolle ein authentisches Pariser Couture-Kleid von Cristóbal Balenciaga zu erwerben. Balenciaga wies sie ab und empfahl ihr, seinen ehemaligen Schüler Givenchy aufzusuchen. Dieser hatte zwar erwartet, die berühmte Katharine Hepburn kennenzulernen, ließ sich jedoch von Audrey überzeugen. Hepburn trat in sieben ihrer herausragendsten Filme in Kleidung von Givenchy auf, und auch abseits der Leinwand trug sie regelmäßig seine Mode. Die 26. Oscarverleihung war das erste Mal, dass das Publikum Hepburn bei einem öffentlichen Auftritt in einer von Givenchys Kreationen sah.
Audrey Hepburn bekam außer kostenloser Kleidung keine Gegenleistung von Givenchy. Das erste Kleid und auch die weitere Zusammenarbeit über Jahrzehnte hatten erhebliche Auswirkungen auf den Geschäftserfolg des Designers.
2016 widmete das niederländische Kunstmuseum Den Haag der Arbeit des Designers für die Schauspielerin eine Retrospektive mit dem Titel Hubert de Givenchy – To Audrey with Love.